# Восточный хребет
Восто́чный хребе́т — горная система на полуострове Камчатка, состоящая из ряда отдельных хребтов с крутыми западными и пологими восточными склонами. Южная часть системы — хребет Ганальские Востряки (до 2277 м), средняя — Валагинский хребет (сопка Кудряш — 1794 м), северо-восточная — хребет Кумроч (вулкан Шиш — 2346 м).
Протяжённость около 600 км, ширина около 120 км. Высшая точка — сопка Кизимен (2485 м). Хребет сложен главным образом вулканически-сланцевыми толщами, изверженными породами и туфами. Склоны покрыты лесами каменной берёзы и кустарниковыми зарослями кедрового стланика и рододендрона.